# Аленторн
Аленторн (Alentorn) — населений пункт у муніципалітеті Артеза-да-Сеґра, провінція Леріда, Каталонія, Іспанія. Станом на 2020 рік тут проживає 123 особи . 

## Географія
Аленторн розташований за 65 км на північний схід від Леріди. 